# 후쿠이시
후쿠이시(일본어: 福井市)는 일본 후쿠이현 북부에 있는 시이자 후쿠이현의 현청 소재지이다. 중핵시로 지정되어 있다. 2000년 11월 1일까지는 특례시였다.

## 지리
서쪽으로 동해와 접하고 뉴 산지, 후쿠이평야, 료하쿠 산지가 늘어서 있다. 해안부는 다카노스항 부근을 경계로 북쪽이 산리하마 모래사장, 남쪽은 암석 해변이 계속되고 그 해안으로부터 약 100m 끝에 그 형태에서 이름이 붙은 가메지마섬이 있다. 면적의 절반 정도를 산림이 차지하고 시 서부의 뉴 산지에는 구니미다케(656m), 그 중턱에 고다이시 폭포가 있다. 해안부를 제외한 전역이 구즈류강 수계 유역에 있어 본류를 포함한 세 하천이 합류하는 지점 동쪽의 남북으로 평야가 펼쳐져 있지만 그 중 예외로 시 중심부의 바로 남쪽으로 아스와산(117m), 오사고에산(89m), 하치만산(139m) 등 아스와 3산이 늘어서 있다. 남동부에는 이치조다니 등 아스와강과 그 지류를 따라 있는 골짜기의 작은 분지가 점재하고 동단 부근에는 최고 지점인 이후리산(884m)이 우뚝 솟아 있다.

### 인접한 자치체
- 후쿠이현
  - 사카이시
  - 요시다군 에이헤이지정
  - 가쓰야마시
  - 오노시
  - 이마다테군 이케다정
  - 에치젠시
  - 사바에시
  - 뉴군 에치젠정

## 역사
센고쿠 시대부터 성시로 발전했고, 에도 시대에 후쿠이성이 있었던 장소에 후쿠이현 현청이 있다. 1945년 공습과 1948년 후쿠이 지진으로 도시의 대부분이 괴멸적인 피해를 입었으나 훌륭하게 복구되었고 "불사조의 도시" 선언을 하기도 했다. 중심부를 흐르는 아스와강(足羽川)의 제방 위에는 일본에서 가장 긴 강변 벚나무 가로수가 늘어서 있으며, 봄에는 꽃 구경을 하려는 사람들이 많이 찾는다.
1471년 아사쿠라는 에치젠국의 슈고 군단장으로 시바 가문을 대체하였다. 같은 해 아사쿠라 도시카게(1428년~1481년)는 주변 산에 산꼭대기를 쌓고 계곡의 북쪽과 남쪽 끝을 봉쇄하는 성벽과 문을 건설하여 이치조다니성을 강화하였다. 이 지역 내에서 그는 친척과 신하들의 집으로 둘러싸인 요새화된 저택을 계약했고, 결국 상인들과 장인들의 거주지 그리고 절로 둘러싸였다. 그는 오닌 전쟁에서 벗어나려는 교토의 문화인과 기술자들에게 피난처를 제공했고, 이치조다니는 문화, 군사, 인구의 주요 중심지가 되었다. 아사쿠라 다카카게(1493년~1548년) 무렵에는 인구가 1만 명이 넘었다. 1548년 아버지의 뒤를 이어 아사쿠라 가문의 우두머리이자 이치조다니성의 성주가 되었다.
아사쿠라는 아시카가 막부와 좋은 관계를 유지했고, 결국 오다 노부나가와 대립하게 되었다. 노부나가가 교토를 점령한 후 쇼군 아시카가 요시아키는 아사쿠라 요시카게를 섭정으로 임명하고 노부나가를 수도에서 몰아내기 위해 도움을 요청했다. 그 결과 노부나가는 에치젠국을 침공했다. 요시카게의 무술 부족으로 노부나가는 1570년 가네가사키 공방전과 이후의 아네가와 전투에서 승리하여 아사쿠라번 전체를 침략에 빠뜨렸다. 이치조다니성은 1573년 이치조다니성 공성전에서 노부나가에게 전멸당했다.
기타노쇼성은 1575년에 시바타 가쓰이에가 축성했다고 알려져 있다. 또한 천수(天水)는 9층 높이로 역대 최대 규모였던 것으로 보인다.
2006년 2월 1일에 인접한 뉴군(丹生郡) 시미즈정(清水町), 고시노촌(越廼村), 아스와군(足羽郡) 미야마정(美山町)을 편입하여 인구는 269,147명(2005년 10월 1일 기준), 면적은 536.17 km2가 되었다. 이후 2019년 4월 1일에 중핵시로 승격하였다.
- 1889년 - 시제가 시행되어 후쿠이시가 되었다.
- 1896년 7월 - 호쿠리쿠 본선이 개업하였고 8월에 후쿠이역이 개업하였다.
- 1935년 1월 4일 - 시가(작사: 일력강, 작곡: 야마다 코사쿠)를 제정하였다.
- 1941년 4월 1일 - 마루야마히가시촌이 후쿠이시에 편입되었다.
- 1942년 5월 5일 - 마루야마니시촌이 후쿠이시에 편입되었다.
- 1943년 3월 19일 - 후쿠이 역전 번화가에서 화재가 발생하여 사카에 극장부터 인접한 다루마야 백화점까지 전소되었다.
- 1945년 7월 19일 - 후쿠이 공습으로 가옥 36,060호가 소실되고 사망자 1,583명이 발생하였다.
- 1948년 6월 28일 - 후쿠이 지진으로 가옥 36,184호가 파괴되고 사망자 3,769명이 발생하였다. 7월에는 대홍수가 있었다.
- 1951년 3월 30일 - 니시후지시마촌이 후쿠이시에 편입되었다.
- 1955년 3월 19일 - 나카후지시마촌이 후쿠이시에 편입되었다.
- 1957년 5월 1일 - 가와이촌이 후쿠이시에 편입되었다.
- 1959년 2월 1일 - 구니미촌이 후쿠이시에 편입되었다.
- 1961년 10월 1일 - 후지오카촌이 후쿠이시에 편입되었다.
- 1963년 4월 1일 - 덴가촌이 후쿠이시에 편입되었다.
- 1967년 5월 16일 - 가와니시정이 후쿠이시에 편입되었다.
- 1967년 7월 29일 - 모리타정이 후쿠이시에 편입되었다.
- 1968년 10월 - 후쿠이 국민체육대회가 개최되었다.
- 1970년 4월 - 인구가 20만 명을 넘었다.
- 1971년 8월 31일 - 아스와정이 후쿠이시에 편입되었다.
- 1975년 9월 - 호쿠리쿠 자동차도가 개통하였다.
- 1986년 9월 - 인구가 25만 명을 넘었다.
- 1988년 - 신시민가 「나의 마을 설렘의 거리」(작사: 미야시타 요시노리, 보작: 시마다 요코, 작곡: 사카키 마사토시)를 제정하였다.
- 2000년 11월 1일 - 특례시로 지정되었다.
- 2004년 7월 18일 - 후쿠이 지역에 내린 호우로 최대 강우량이 시간당 87mm를 기록하였다. 후쿠이시 카스가의 아스와강 제방이 터지고 아스와군 미야마정에서 후쿠이 시가지까지 광범위한 침수가 발생했다. 또 미야마정 시모아지미 지구와 후쿠이시 이치승다니 지구 등에서 산사태가 발생하여 고시미북선, 국도 364호선 등의 교량이 유실되었다.
- 2006년 2월 1일 - 아스와군 미야마정, 뉴군 고시노촌, 시미즈정 등 3개 정·촌이 후쿠이시에 편입되었다.
- 2010년 6월 19일~20일 - 2010년 일본 APEC의 일환으로 에너지 담당 장관 회담(EMM)을 개최하였다. 「에너지 안전 보장을 향한 저탄소화 대책에 관한 후쿠이 선언」이 채택되었다.
- 2018년 9월 29일~10월 9일 - 후쿠이 국민체육대회(후쿠이 행복 건강 국체)를 개최하였다.
- 2019년 4월 1일 - 중핵시가 되었다.

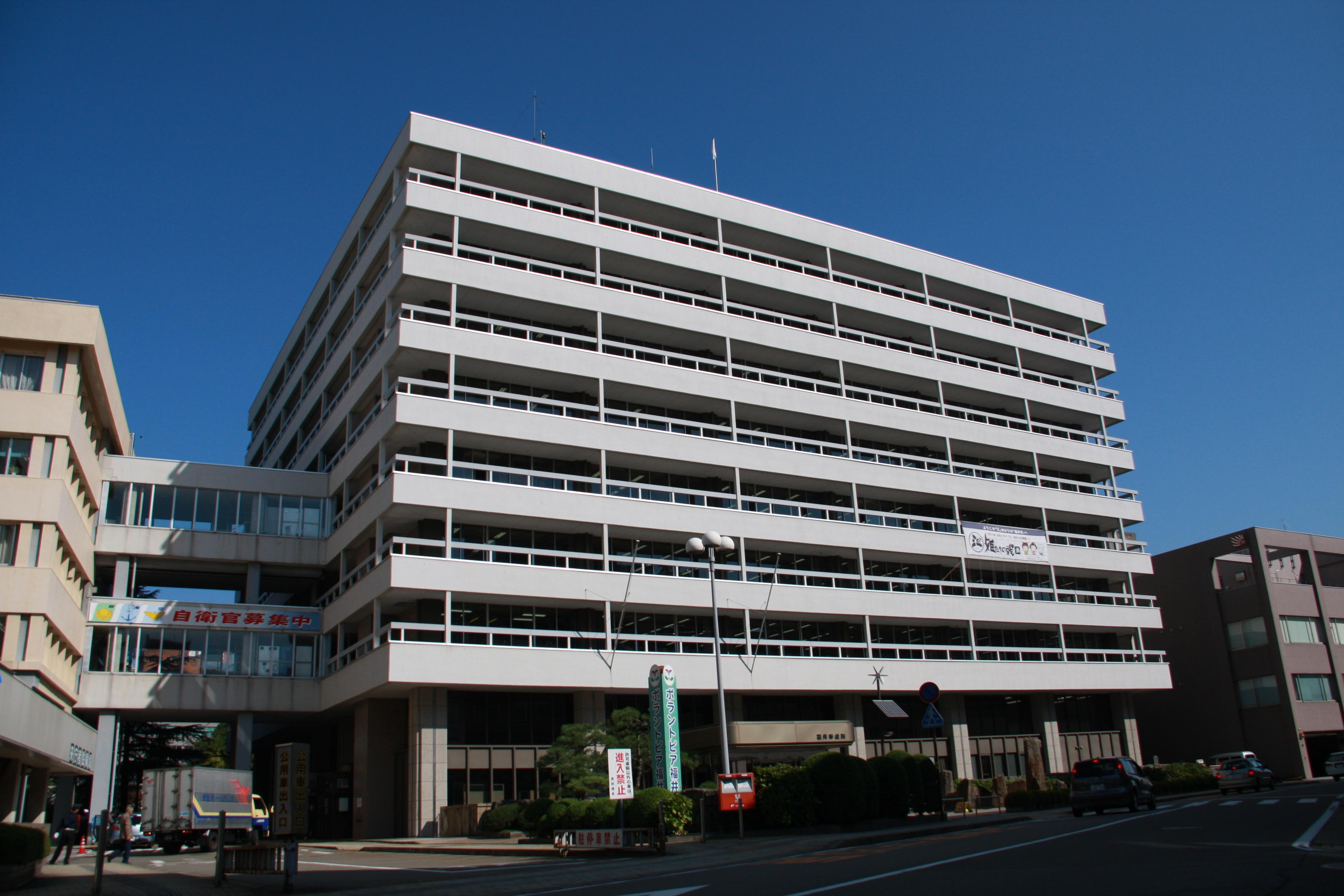
후쿠이시청

## 교통

### 철도
- 서일본 여객철도
  - 호쿠리쿠 본선
  - 에쓰미 본선
- 후쿠이 철도
  - 후쿠부선
- 에치젠 철도
  - 가쓰야마에이헤이지선
  - 미쿠니아와라선

### 도로
- 호쿠리쿠 자동차도
- 국도 8호선
- 국도 158호선
- 국도 305호선(전 노선이 국도 365호선과 중복)
- 국도 364호선
- 국도 416호선
- 국도 476호선

## 인구
|                                              | |
| 후쿠이시의 전국의 연령별 인구 분포（2005년） | 후쿠이시의 연령·남녀별 인구 분포（2005년）                                                                                |
| ■자주색 ― 후쿠이시 ■녹색 ― 일본전국          | ■파랑색 ― 남자 ■빨간색 ― 여자                                                                                             |
| · 후쿠이시（에 해당되는 지역）의 인구추이    | |
| 일본 총무성 통계국 국세조사 결과             | |
|                                              | 이 그래프는 더 이상 지원되지 않는 레거시 그래프 확장 기능을 사용하고 있습니다. 새로운 차트 확장 기능으로 변환해야 합니다. |

## 기후
| 후쿠이시의 기후                                              | 후쿠이시의 기후 | 후쿠이시의 기후 | 후쿠이시의 기후 | 후쿠이시의 기후 | 후쿠이시의 기후 | 후쿠이시의 기후 | 후쿠이시의 기후 | 후쿠이시의 기후 | 후쿠이시의 기후 | 후쿠이시의 기후 | 후쿠이시의 기후 | 후쿠이시의 기후 | 후쿠이시의 기후 |
| 월                                                           | 1월             | 2월             | 3월             | 4월             | 5월             | 6월             | 7월             | 8월             | 9월             | 10월            | 11월            | 12월            | 연간            |
| ------------------------------------------------------------ | --------------- | --------------- | --------------- | --------------- | --------------- | --------------- | --------------- | --------------- | --------------- | --------------- | --------------- | --------------- | --------------- |
| 역대 최고 기온 °C (°F)                                       | 19.9 (67.8)     | 21.8 (71.2)     | 26.2 (79.2)     | 32.0 (89.6)     | 34.5 (94.1)     | 36.6 (97.9)     | 38.6 (101.5)    | 38.5 (101.3)    | 37.7 (99.9)     | 32.3 (90.1)     | 27.5 (81.5)     | 24.6 (76.3)     | 38.6 (101.5)    |
| 일평균 최고 기온 °C (°F)                                     | 6.7 (44.1)      | 7.8 (46.0)      | 12.2 (54.0)     | 18.3 (64.9)     | 23.3 (73.9)     | 26.5 (79.7)     | 30.4 (86.7)     | 32.2 (90.0)     | 27.7 (81.9)     | 22.1 (71.8)     | 16.0 (60.8)     | 9.8 (49.6)      | 19.4 (66.9)     |
| 일일 평균 기온 °C (°F)                                       | 3.2 (37.8)      | 3.7 (38.7)      | 7.2 (45.0)      | 12.8 (55.0)     | 18.1 (64.6)     | 22.0 (71.6)     | 26.1 (79.0)     | 27.4 (81.3)     | 23.1 (73.6)     | 17.1 (62.8)     | 11.3 (52.3)     | 5.9 (42.6)      | 14.8 (58.6)     |
| 일평균 최저 기온 °C (°F)                                     | 0.5 (32.9)      | 0.3 (32.5)      | 2.8 (37.0)      | 7.8 (46.0)      | 13.4 (56.1)     | 18.2 (64.8)     | 22.7 (72.9)     | 23.7 (74.7)     | 19.4 (66.9)     | 13.1 (55.6)     | 7.3 (45.1)      | 2.7 (36.9)      | 11.0 (51.8)     |
| 역대 최저 기온 °C (°F)                                       | −15.1 (4.8)     | −14.3 (6.3)     | −9.9 (14.2)     | −2.6 (27.3)     | 1.3 (34.3)      | 7.3 (45.1)      | 12.8 (55.0)     | 13.4 (56.1)     | 7.7 (45.9)      | 0.5 (32.9)      | −1.5 (29.3)     | −11.2 (11.8)    | −15.1 (4.8)     |
| 평균 강수량 mm (인치)                                        | 284.9 (11.22)   | 167.7 (6.60)    | 160.7 (6.33)    | 137.2 (5.40)    | 139.1 (5.48)    | 152.8 (6.02)    | 239.8 (9.44)    | 150.7 (5.93)    | 212.9 (8.38)    | 153.8 (6.06)    | 196.1 (7.72)    | 304.0 (11.97)   | 2,299.6 (90.54) |
| 평균 강설량 cm (인치)                                        | 85 (33)         | 58 (23)         | 14 (5.5)        | 0 (0)           | 0 (0)           | 0 (0)           | 0 (0)           | 0 (0)           | 0 (0)           | 0 (0)           | 0 (0)           | 31 (12)         | 186 (73)        |
| 평균 강수일수 (≥ 0.5 mm)                                     | 24.3            | 20.0            | 17.4            | 13.3            | 12.0            | 11.9            | 13.5            | 9.9             | 12.4            | 13.4            | 17.5            | 23.5            | 189.2           |
| 평균 강설일수                                                | 23.2            | 19.5            | 11.3            | 1.5             | 0.0             | 0.0             | 0.0             | 0.0             | 0.0             | 0.0             | 0.6             | 13.2            | 69.2            |
| 평균 상대 습도 (%)                                           | 82              | 78              | 71              | 68              | 68              | 74              | 76              | 73              | 76              | 76              | 78              | 81              | 75              |
| 평균 월간 일조시간                                           | 65.4            | 88.4            | 136.3           | 172.3           | 191.1           | 146.8           | 155.4           | 205.7           | 151.2           | 154.4           | 114.4           | 72.2            | 1,653.7         |
| 출처: 일본 기상청 (평년값: 1991년~2020년, 극값: 1897년~현재) |                 |                 |                 |                 |                 |                 |                 |                 |                 |                 |                 |                 |                 |

## 자매 도시
- 미국 뉴저지주 뉴브런즈윅
- 중화인민공화국 저장성 항저우시
- 독일 니더작센주 빈센
- 미국 캘리포니아주 풀러턴
- 대한민국 경기도 수원시

## 출신 인물
- 다카하시 아이
- 마에다 리쿠